# Tavernes (Var)
 Tavernes  (en occitano Tavernas) es una población y comuna francesa, que se encuentra en la región de Provenza-Alpes-Costa Azul, departamento de Var, en el distrito de Brignoles y cantón de Tavernes.

## Demografía
| 446 | 414 | 427 | 483 | 628 | 739 |
| Para los censos de 1962 a 1999 la población legal corresponde a la población sin duplicidades (Fuente: INSEE [Consultar]) |     |     |     |     |     |